# Jack Pierce (atleta)
Jack Warren Pierce (Cherry Hill, 23 settembre 1962) è un ex ostacolista statunitense.

## Palmarès

### Giochi olimpici
- 1 medaglia:
  - 1 bronzo (Barcellona 1992 nei 110 m ostacoli)

### Mondiali
- 2 medaglie:
  - 1 argento (Tokyo 1991 nei 110 m ostacoli)
  - 1 bronzo (Stoccarda 1993 nei 110 m ostacoli)